# Каменьск
Каменьск (пол. Kamieńsk, прежде Каминьск, польск. Kamińsk) — город в Польше, входит в Лодзинское воеводство, Радомщанский повят. Имеет статус городско-сельской гмины. Занимает площадь 11,99 км². По состоянию на 2016 год, в нём проживал 2821 человек.

## История
Каменьск впервые упоминается в документе, датированном 1291 годом. Он получил свой городской статус в 1374 году, затем потерял его в 1870 году, но восстановил в 1994. За свою историю город был известен как Каниско, Камиско, Каминско, Каменско и Каминск. Написание Каменьск используется с 1918 года.
В 1923 году под названием «Новы-Каминьск» в городе был построен остановочный пункт железной дороги на линии Варшава — Катовице, с 1958 года название пункта является «Каменьск».
После второго раздела Польши Каменьск был включён в состав Пруссии, затем с 1807 года — в состав Варшавского герцогства, а с 1815 года — в состав Королевства Польского.
В Каменьске есть аэропорт под названием Каменьск-Орла-Гора, который используется для сельскохозяйственных целей.
Футболист Яцек Кшинувек родился в этом городе.

## Еврейская община
До Второй Мировой Войны и Холокоста город был штетлом.
Евреи стали переселяться в Каменьск в 18 веке. Самое раннее еврейское надгробие на Каменьском кладбище датируется 1831 годом. В 1870-х годах город избрал Израиля Штиглица своим раввинским лидером. Он был главным раввином более 40 лет и умер в 1921 году. Его сын, Пинхас Штиглиц, был избран его преемником и занимал этот пост в течение короткого промежутка времени. В городе было три синагоги. В 1900 году в Каменьске было 1064 христианина и 787 евреев. К 1917 году еврейское население выросло до 1163 человек. Основными занятиями еврейского народа были пошив одежды, изготовление обуви и мелкая торговля. Пинхас Штиглиц и большая часть его семьи погибли во время Холокоста.